# 3629 Lebedinskij
3629 Lebedinskij (1982 WK) là một tiểu hành tinh vành đai chính được phát hiện ngày 21 tháng 11 năm 1982 bởi A. Mrkos ở Klet.